# Fler.cz
Fler.cz – czeska platforma internetowa zrzeszająca artystów zajmujących się rękodziełem, skierowana do osób z Czech i Słowacji. Serwis został uruchomiony w 2008 roku, a w 2021 roku miał 73 tys. sprzedających i prawie 340 tys. zarejestrowanych kupujących.
Operator platformy Fler.cz otrzymuje od sprzedawanych towarów prowizję w wysokości 11 procent.
W 2009 r. Fler.cz zajął piąte miejsce w konkursie Křišťálová Lupa w kategorii Handel internetowy, a w 2015 r. uplasował się na trzecim miejscu w tejże kategorii. Serwis był notowany w rankingu Alexa globalnie na miejscu: 99 852 (styczeń 2021), w Czechach: 260 (styczeń 2021).